# La rubia de Kennedy
La rubia de Kennedy es una película chilena de 1995, basada en la leyenda urbana homónima, dirigida por Arnaldo Valsecchi, protagonizada por Carolina Fadic, Sebastián Dahm y Sandra O'Ryan.

## Reparto
- Carolina Fadic como Rubia de Kennedy.
- Sebastián Dahm como Jaime.
- Sandra O'Ryan como Margot.
- Luz Croxatto como Julia.
- Fernando Larraín como Pato.
- Julio Jung como Profesor Schmidt.
- José Soza como Brujo.
- Mane Nett